# Hermann von Frankenberg

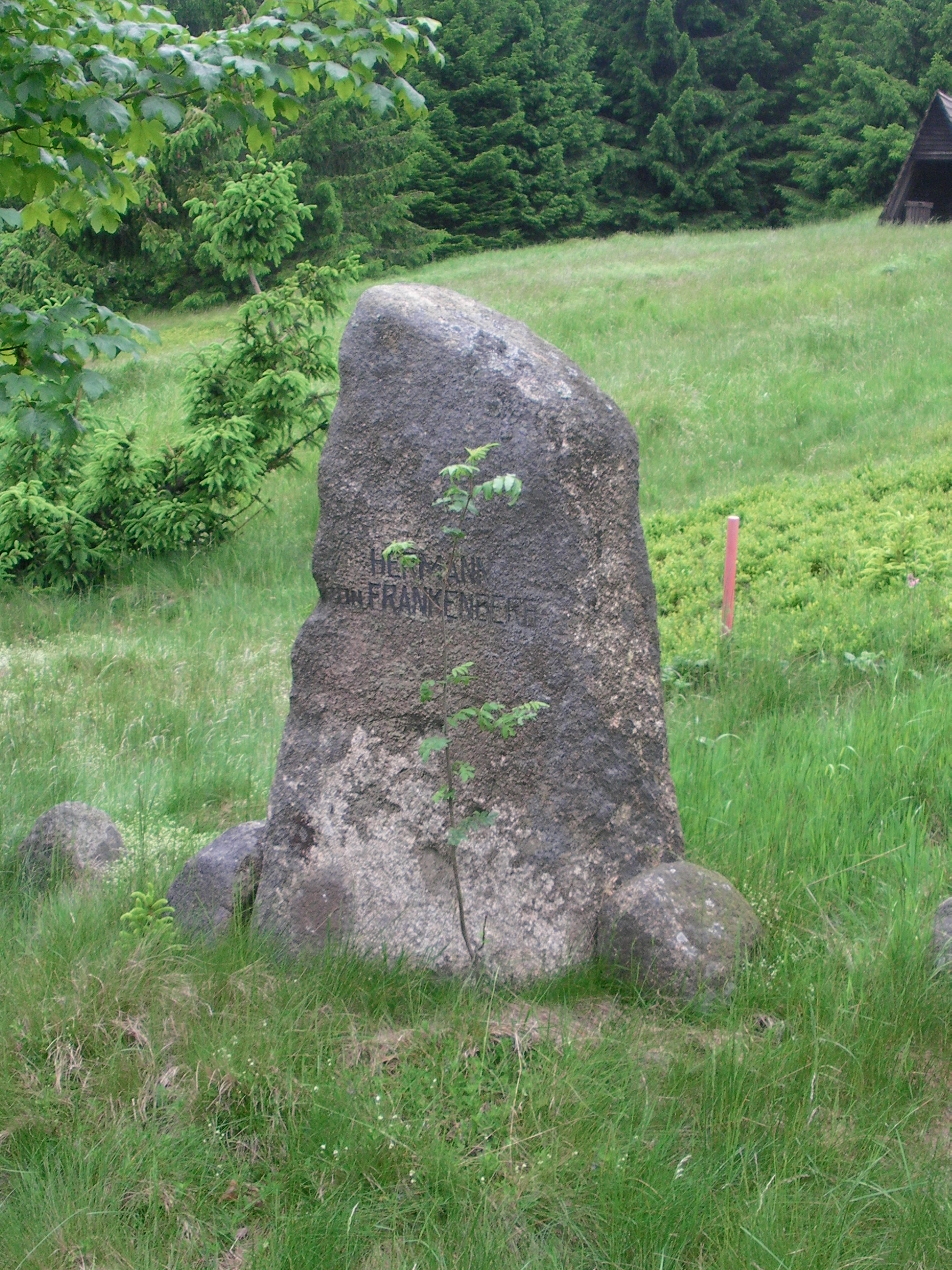
Frankenberg-Stein an der Eckertalsperre

Hermann von Frankenberg und Ludwigsdorf (* 10. März 1865 in Blankenburg (Harz); † 10. Januar 1931 Köterberg) war ein deutscher Verwaltungsjurist und Hauptvorsitzender des Harzklubs.

## Herkunft
Frankenberg stammte aus schlesischem Uradel. Seine Eltern waren Hermann Karl Wilhelm Friedrich von Frankenberg und Ludwigsdorf (* 30. März 1822; † 1. August 1894) und dessen Ehefrau Marie Ernst (* 8. August 1836; † 19: Oktober 1898).

## Leben
Er besuchte das Gymnasium in Blankenburg, wo er 1882 das Abitur bestand, studierte Rechtswissenschaften in Leipzig, Heidelberg und Berlin und absolvierte 1885 das Referendar- und 1889 das Assessorexamen. 1889 wurde er Assessor bei der Kreisdirektion in Blankenburg, 1890 befristet besoldeter Hilfsarbeiter, 1893 dauerndes Magistratsmitglied, zuletzt als Stadtrat, der Stadt Braunschweig, wo er Aufgaben der städtischen Armenpflege übernahm. 1923 trat er in den Ruhestand.
Sein besonderes Engagement galt dem Harzklub, bei dem er 1918 zunächst vertretungsweise die Geschäfte des zweiten Vorsitzenden übernahm. Von 1920 bis 1931 war Frankenberg Hauptvorsitzender und bemühte sich erfolgreich um die Förderung des Fremdenverkehrs in der Region. Frankenberg veröffentlicht auch Gedichte und Kurzgeschichten über den Harz, die er in mehreren Bänden zusammenfasste. Gestorben an einem Herzschlag, wurde seine Asche auf seinen Wunsch hin im Eckertal beigesetzt, wo der „Frankenberg-Stein“ oberhalb der heutigen Eckertalsperre an ihn erinnert.

## Familie
Er heiratete 1892 Charlotte Mathilde Auguste Luise Sommer (* 23. März 1869). Das Paar hatte vier Kinder.

## Veröffentlichungen
- Das Staats- und Verwaltungsrecht des Herzogtums Braunschweig. Hannover 1909.
- Aus dem Leben. 1909.
- Harzgeheimnisse. 1923.
- Bergheil. 1924.
- Textbearbeitung von Eduards Gaeblers Großer Führer vom Harz. Leipzig 1929.